# Tanaka Works
 (octobre 2010).
Si vous disposez d'ouvrages ou d'articles de référence ou si vous connaissez des sites web de qualité traitant du thème abordé ici, merci de compléter l'article en donnant les références utiles à sa vérifiabilité et en les liant à la section « Notes et références ».
Pour les articles homonymes, voir Tanaka.
Tanaka Works (タナカワークス, Tanaka Wākusu), couramment abrégé Tanaka, est une entreprise japonaise fabriquant des répliques d'armes à feux pour le loisir de l'airsoft.

## Description
Tanaka est particulièrement connu dans ce domaine pour créer des répliques de très bonne qualité tant au niveau esthétique/finition que performance, nécessitant donc peu d'upgrade.
Fonctionnant généralement au gaz, les produits de Tanaka sont vendus plus chers que la plupart des autres répliques du marché. On peut noter leur intérêt dans les fusils de précision et les revolvers.
Tanaka est également connu pour créer des séries limitées de certaines répliques d'armes du jeu Resident Evil.

## Répliques
Liste non exhaustive.

### Fusils de précision
- Kar98k
- G33/40
- M700
- M700 A.I.C.S
- L96
- M40
- M24
- Type 38 Arisaka
- Type 99 Arisaka

### Revolvers
- Colt Single Action Army
- Colt Python .357 Magnum
- Smith & Wesson M629
- Smith & Wesson M1917